# Bodfeld

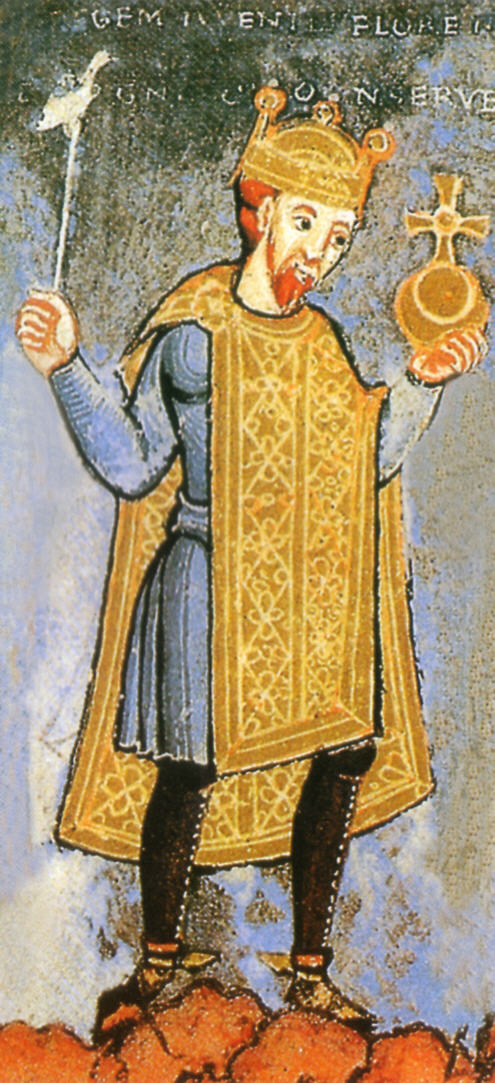
Heinrich III., Miniatur um 1050

Bodfeld war ein Königshof, der vorrangig für Jagdzwecke eingerichtet war und zur Administration der machtstützenden Erzgewinnung der ottonischen und salischen Könige und Kaiser im mittleren Harz bei der später entstandenen Stadt Elbingerode diente.
Der Begriff umschreibt auch ein überwiegend südlich von Elbingerode gelegenes Forstgebiet.

## Geschichte
Anhand der überlieferten Urkunden lassen sich mindestens 17 Aufenthalte von Königen oder Kaisern in Bodfeld nachweisen, die hier bei Jagden übernachteten. Heinrich I. weilte mehrfach in Bodfeld, so erkrankte er 935 hier, wie die vita Mathildis 968 beschreibt. Otto I. charakterisierte Bodfeld in einer Urkunde (Quedlinburg) vom 13. September 936 als Jagdhof; er war mindestens dreimal, Otto II. viermal in Bodfeld. Otto III. besuchte 991 gemeinsam mit seiner Großmutter Adelheid mindestens 14 Tage Bodfeld und 995 noch einmal. Konrad II. war nachweislich einmal, Heinrich III. mindestens viermal hier. Die letzte von ihm ausgestellte Urkunde wurde in Bodfeld erstellt (28. September 1056). Heinrich III. starb nach siebentägiger Krankheit am 5. Oktober 1056 in Bodfeld in Anwesenheit des Papstes und vieler Reichsfürsten. Heinrich IV. wurde 1056 in Bodfeld zum deutschen König erhoben.
Beginnend mit dem ausgehenden 13. Jahrhundert ist der königliche Jagdhof Bodfeld und dessen genaue Lage in Vergessenheit geraten. Erst durch die intensiven Forschungen von Paul Höfer wurde die Erinnerung an Bodfeld am Ende des 19. Jahrhunderts wiederbelebt. Angesichts des Ortsnamens Königshof (1936 nach der Zusammenlegung mit Rothehütte bis heute Königshütte) wähnte er die Königsburg auf einer felsigen Anhöhe oberhalb des Zusammenflusses von Warmer und Kalter Bode. Er publizierte darüber mehrfach in der Zeitschrift des Harzvereins für Geschichte und Altertumskunde. Seiner Meinung schloss sich unter anderem auch Carl Schuchhardt in seiner 1924 erschienenen Veröffentlichung Die frühgeschichtlichen Befestigungen in Niedersachsen an. 1933 belegte der Burgenforscher Paul Grimm anhand der Tatsache, dass bei den Grabungen auf der Königsburg keinerlei rote Keramik gefunden worden ist, dass die Königsburg keinesfalls in der Zeit der sächsischen Könige, sondern später errichtet worden ist. Schuchhardt hatte bereits im Vorfeld dessen 1931 seine Meinung geändert.
Grimm vermutete Bodfeld nun auf der anderen, nördlichen Seite der Bode am Papenberg in der Nähe oder an der Stelle der Wüstung Lüttgen-Bodfeld, deren Andreaskirche 1870 freigelegt worden war. Er ließ eine endgültige Aussage jedoch offen und schrieb: „Die genaue Lage des Jagdhofes Bodfeld festzustellen, bleibt späterer Forschung überlassen.“ (HZV, 66, S. 32)
Auch der Diplomatiker Carl Erdmann bezweifelte 1940 Höfers These und schloss sich der Meinung Grimms an. Andere Forscher, wie Friedrich Stolberg, Autor des 1967 erstmals erschienenen Standardwerkes Befestigungsanlagen in und am Harz von der Frühgeschichte bis zur Neuzeit, folgten und schrieben: Die Königsburg bei Königshütte „steht in keinem unmittelbaren Zusammenhang mit dem jenseits der Bode gelegenen königlichen Jagdhof Bodfeld.“ (S. 211)

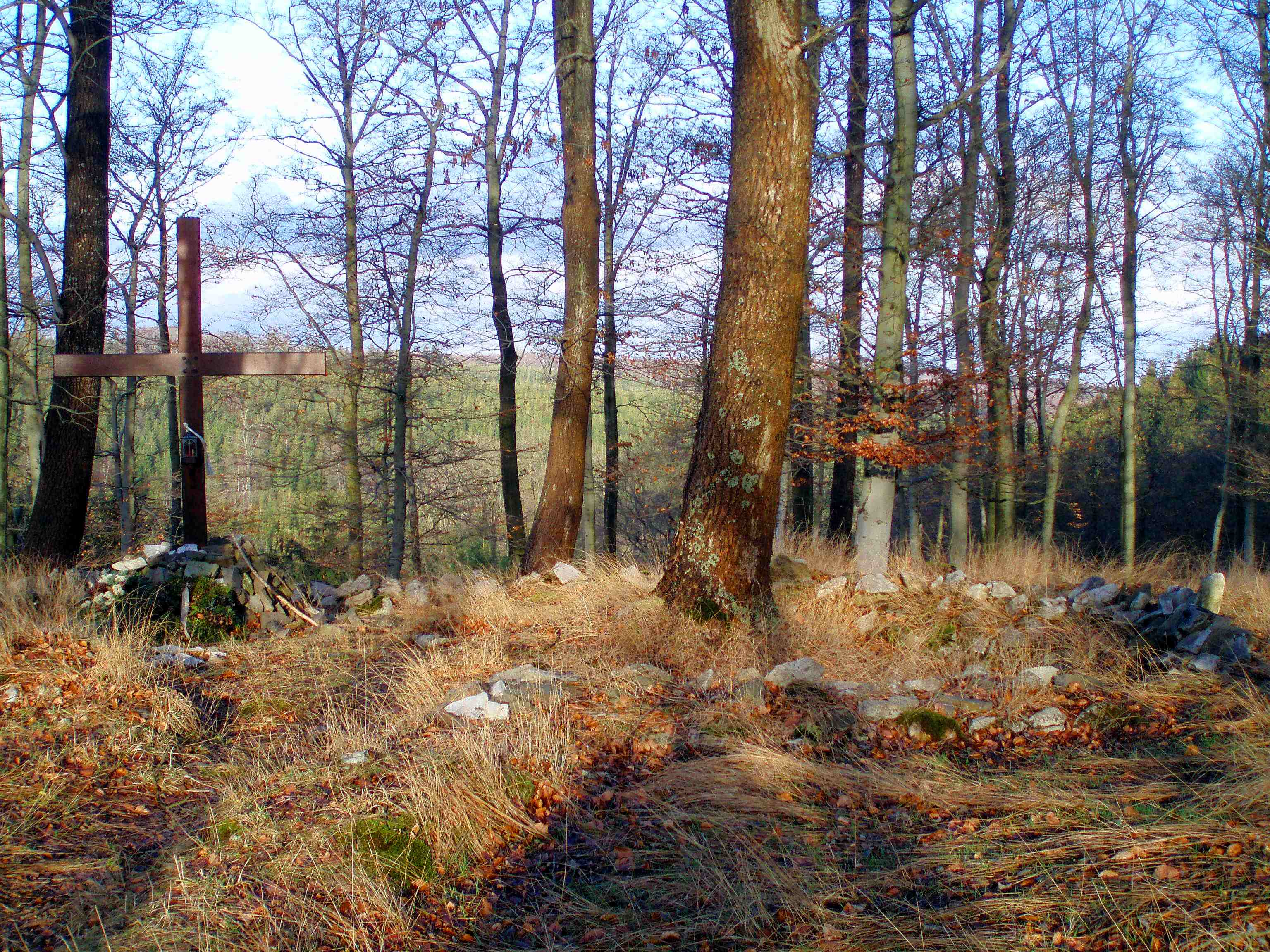
Ruine der für Bodfeld gehaltenen Anlage am Schloßkopf bei Elbingerode

Erst modernste Infrarotluftbildtechnik und jüngste archäologische Analysen gefundener Steinobjekte bestätigten das bereits früher bekannte Vorhandensein einer Pfalzanlage aus ottonischer Zeit am Schloßkopf am Oberlauf des Teufelsbaches im Drecktal nordöstlich von Elbingerode. Hierbei könnte es sich um den Königshof Bodfeld handeln, der, typisch für die Zeit seiner Entstehung, auf einem Bergsporn errichtet wurde (siehe auch Königspfalz Werla), obwohl der namensgebende Fluss Bode von hier aus etwa vier bis fünf Kilometer entfernt liegt, was jedoch irrelevant erscheint, da das mittelalterliche Bodfeld ein weitläufiges Terrain umfasste.
Die Anlage am Schloßkopf entspricht der von Heinrich I. angelegten Pfalz Grona von der Baucharakteristik. Bereits Carl Erdmann hatte anhand der schriftlichen Überlieferung den in Quedlinburg beigesetzten König als Bauherren von Bodfeld bezeichnet und belegt, dass man Bodfeld den politischen Charakter einer „Pfalz“ nicht zusprechen kann. Dies untermauert auch die Tatsache, dass die sich im Bodfeld aufhaltenden Monarchen hier nachweislich kein wichtiges kirchliches Fest feierten, sondern dies stets in anderen Orten wie Quedlinburg, Magdeburg oder Goslar taten. Friedrich Stolberg hatte hingegen schon 1967 darauf hingewiesen, dass diese Anlage den sächsischen Jagdhöfen wie Siptenfelde verwandt ist und die Nähe zum Königsstieg einen Zusammenhang vermuten lässt. Mit großer Wahrscheinlichkeit gab es auch eine Verbindung dieses 1483 und 1531 erwähnten Jagdhauses mit dem 1343 in einer Urkunde der Grafen von Regenstein erwähnten Dorf Erdfelde an der alten Halberstädter Heerstraße, das nur 1,5 Kilometer entfernt lag und im Spätmittelalter zugunsten des benachbarten Elbingerode aufgegeben wurde.
Von Heinz A. Behrens, Historiker und Bauarchäologe, dem neue Forschungsergebnisse zu verdanken sind, liegt eine rekonstruierte Ansicht der Gesamtanlage anhand der archäologischen und geoelektrischen Messungen vor.

## Forstgebiet Bodfeld
Als Bodfeld wird auch das Forstgebiet bezeichnet, welches Heinrich II. im Jahre 1009 dem Kloster Gandersheim im Rahmen eines Tausches überließ. Dessen Grenzen können einem Lehnbrief der Äbtissin Sophia von Gandersheim aus dem Jahre 1319 entnommen werden. Demnach erstreckt sich dieses Forstgebiet von Braunlage im Westen über Elbingerode im Nordosten sowie Stiege und Benneckenstein im Süden.

## Weitere Jagdhöfe im Harz
- Siptenfelde, hier urkundete Otto I. zweimal
- Hasselfelde, hier weilte Heinrich III. mindestens zweimal